# 탄창

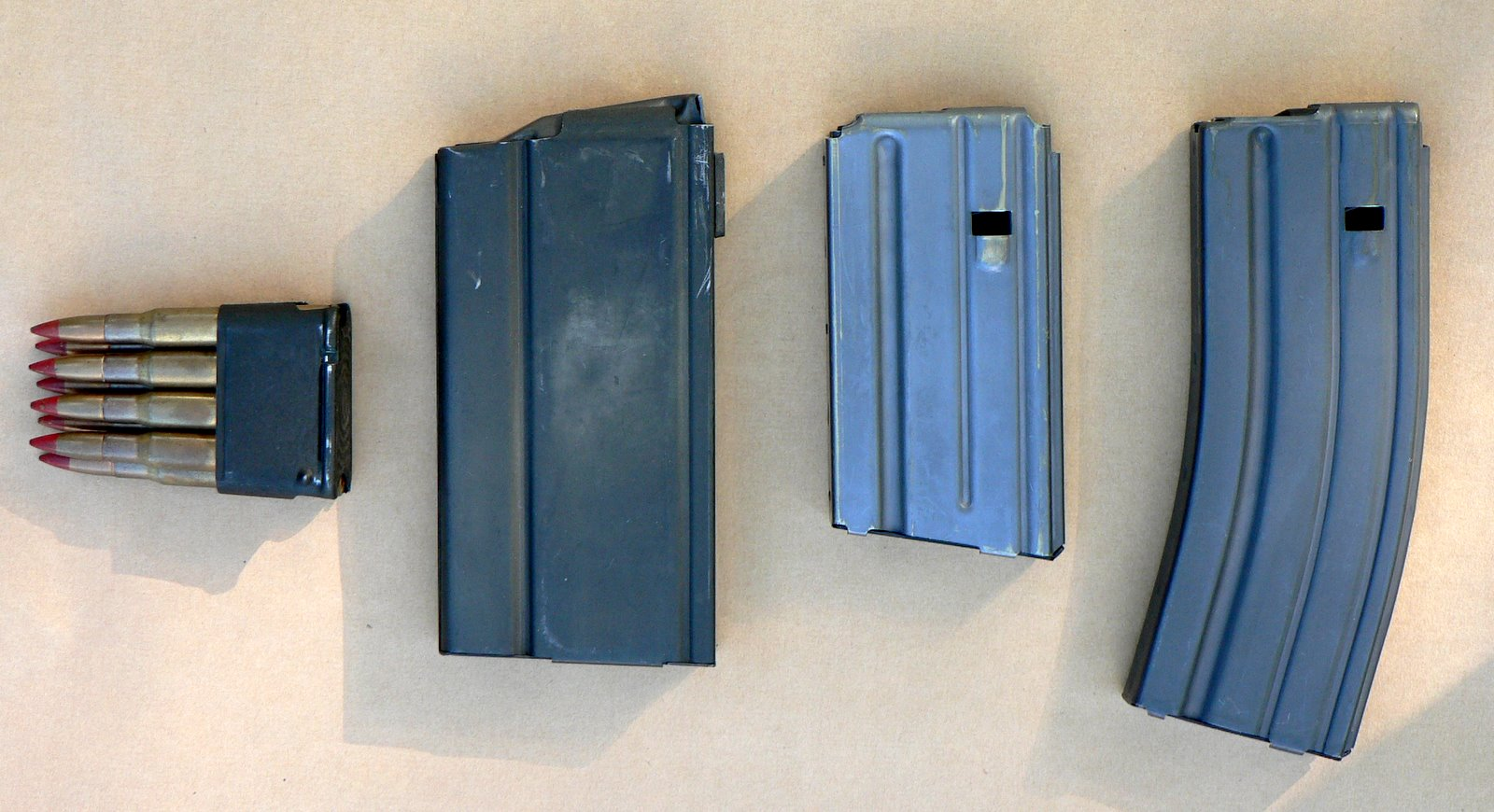
왼쪽에서 오른쪽으로 M1 개런드 용 en-bloc 클립, M14 소총 용 탄창, M16 소총용 20발/30발 탄창

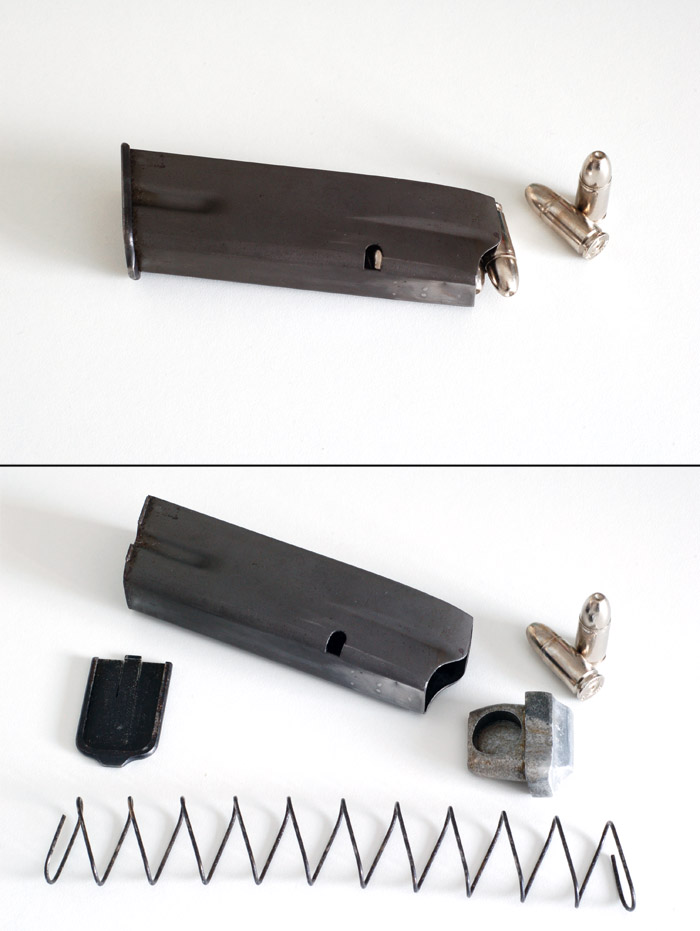
9 x 19 mm 탄 권총 탄창을 분해한 모습

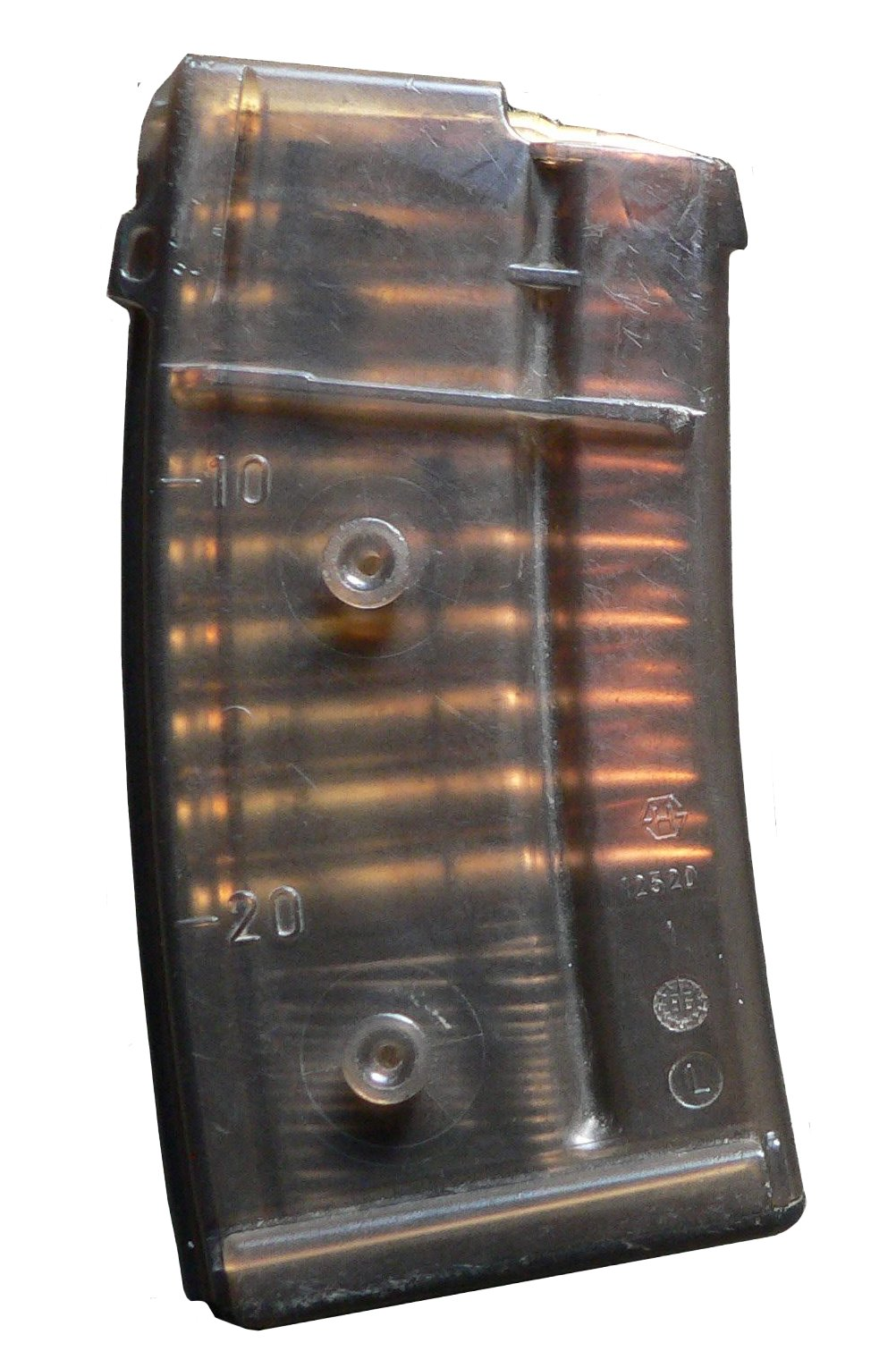
SIG 550 용 반투명 탄창

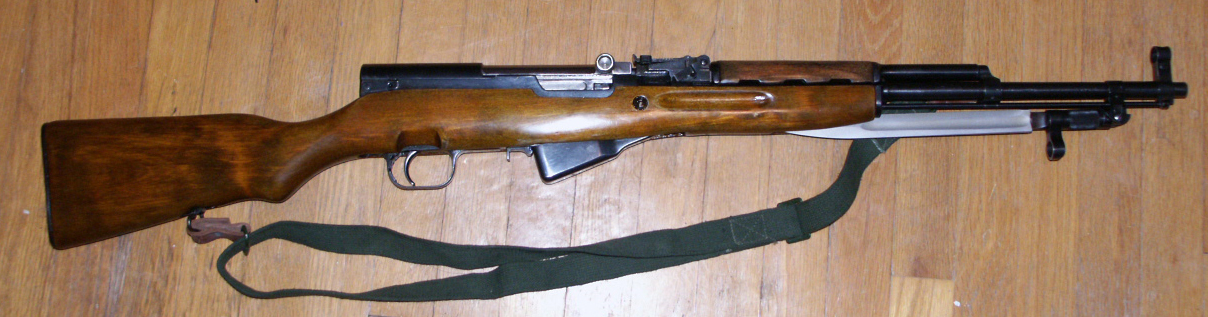
SKS는 고정식 탄창을 가지고 있으며 총탄은 위쪽 볼트에 장전한다.

탄창(彈倉, 영어: magazine) 또는 탄알집은 탄약을 저장하고 화기에 공급하는 장치이다. 고정식 탄창은 화기의 일부로써 고정되어 있고, 분리형 탄창은 교환이 가능하다.

## 같이 보기
- 탄띠
- 탄통
- 탄피
- 탄알(탄환)
- 소총(라이플)